# Kurt Thiele (Politiker)

Kurt Thiele

Kurt Thiele (* 29. Juli 1896 in Braunschweig; † 13. Juni 1969 in Oldenburg) war ein deutscher Politiker (NSDAP).

## Biografie

### Ausbildung und Beruf
Thiele besuchte die Volksschule und das humanistische Gymnasium Martino-Katharineum in Braunschweig. Ab August 1914 nahm er mit dem Infanterieregiment 92 am Ersten Weltkrieg teil. Von Oktober bis November 1914 gehörte er dem in Flandern stehenden Reserveinfanterieregiment 208 an. Von August 1915 bis November 1916 wurde er mit dem Reserveregiment 269 in Russland eingesetzt. Zuletzt kämpfte Thiele, der am 27. Januar 1916 zum Leutnant der Reserve ernannt worden war, von November 1916 bis Juli 1918 mit dem Sturmbataillon 12. Im Krieg wurde Thiele mit dem Eisernen Kreuz ausgezeichnet und dreimal verwundet, einmal so schwer, dass eins seiner Beine vom Oberschenkel abwärts amputiert werden musste. 1921 nahm Thiele mit dreißig geworbenen Freiwilligen an den Kämpfen in Oberschlesien teil.
Von 1921 bis 1923 studierte Thiele Rechtswissenschaft an der Universität Göttingen. Das Studium brach er im Herbst 1923 ab.  Anschließend war er von 1923 bis 1930 kaufmännischer Angestellter beim Norddeutschen Lloyd in Bremerhaven und Bremen.

### NS-Politiker
1923 trat Thiele in die NSDAP ein. In der Verbotszeit der NSDAP von 1923 bis 1925 beteiligte er sich am Aufbau der Ersatzorganisationen für die verbotene Partei, insbesondere in Göttingen. 1925 schloss Thiele sich der Partei wieder an und gründete eine Ortsgruppe der NSDAP in Bremerhaven-Wesermünde. Von 1929 bis zum Frühjahr 1932 war er Kreisleiter der NSDAP für den Kreis Bremen. Im Frühjahr 1932 gründete er die  NSDAP-Abteilung Seefahrt. Er war Gründer und Verwaltungsratsvorsitzender der Bremer Zeitung, die vom Januar 1931 bis zum Oktober 1933 erschien. Ferner übernahm er die Herausgeberschaft für die von ihm gegründete Monatsschrift Der deutsche Seemann, die bis zum Sommer 1933 erschien.
Im November 1930 wurde Thiele Abgeordneter in der Bremer Bürgerschaft, in der er bis zum Sommer des Jahres 1932 das Amt des Fraktionsvorsitzenden der NSDAP-Fraktion bekleidete. Vom Frühjahr 1933 bis zur Auflösung der Länderparlamente amtierte Thiele als Präsident der Bürgerschaft. Er war dann Mitglied im Reichstag vom September 1930 bis 1945 für den Wahlkreis 14 (Weser-Ems).
Im Herbst 1933 wurde Thiele zum Bremischen Staatsrat ernannt und 1934 zum Kreisgerichtsvorsitzenden. In den folgenden Jahren amtierte er als Gauinspekteur für den Gau Bremen, Leiter der dortigen Mobilmachungsabteilung und Gauamtsleiter für Rassenpolitik und Volkstumsfragen im Gau Weser-Ems. Am 16. April 1942 wurde er zum Landrat des Landkreises Oldenburg ernannt.
Nach dem Krieg wurde Thiele von den Alliierten verhaftet. In einem Spruchkammerverfahren wurde Thiele am 25. April 1949 verurteilt. Thieles Nachlass wird heute im Staatsarchiv Bremen verwahrt.

## Schriften
- Michael Rademacher (Hrsg.): Kurt Thiele. Aufzeichnungen und Erinnerungen des „Gauleiters Seefahrt“ über die Frühzeit der NSDAP in Bremen. Ein Quellenband zur Geschichte der NSDAP in Bremen und Bremerhaven. Vechta 2000.